# Piz Serenastga
Piz Serenastga är en bergstopp i Schweiz.   Den ligger i regionen Surselva och kantonen Graubünden, i den östra delen av landet, 130 km öster om huvudstaden Bern. Toppen på Piz Serenastga är 2 874 meter över havet, eller 126 meter över den omgivande terrängen. Bredden vid basen är 0,52 km.
Terrängen runt Piz Serenastga är huvudsakligen bergig. Närmaste större samhälle är Ilanz, 16,2 km norr om Piz Serenastga. 
Trakten runt Piz Serenastga består i huvudsak av gräsmarker. Runt Piz Serenastga är det mycket glesbefolkat, med 6 invånare per kvadratkilometer.